# Hédervári Dezső

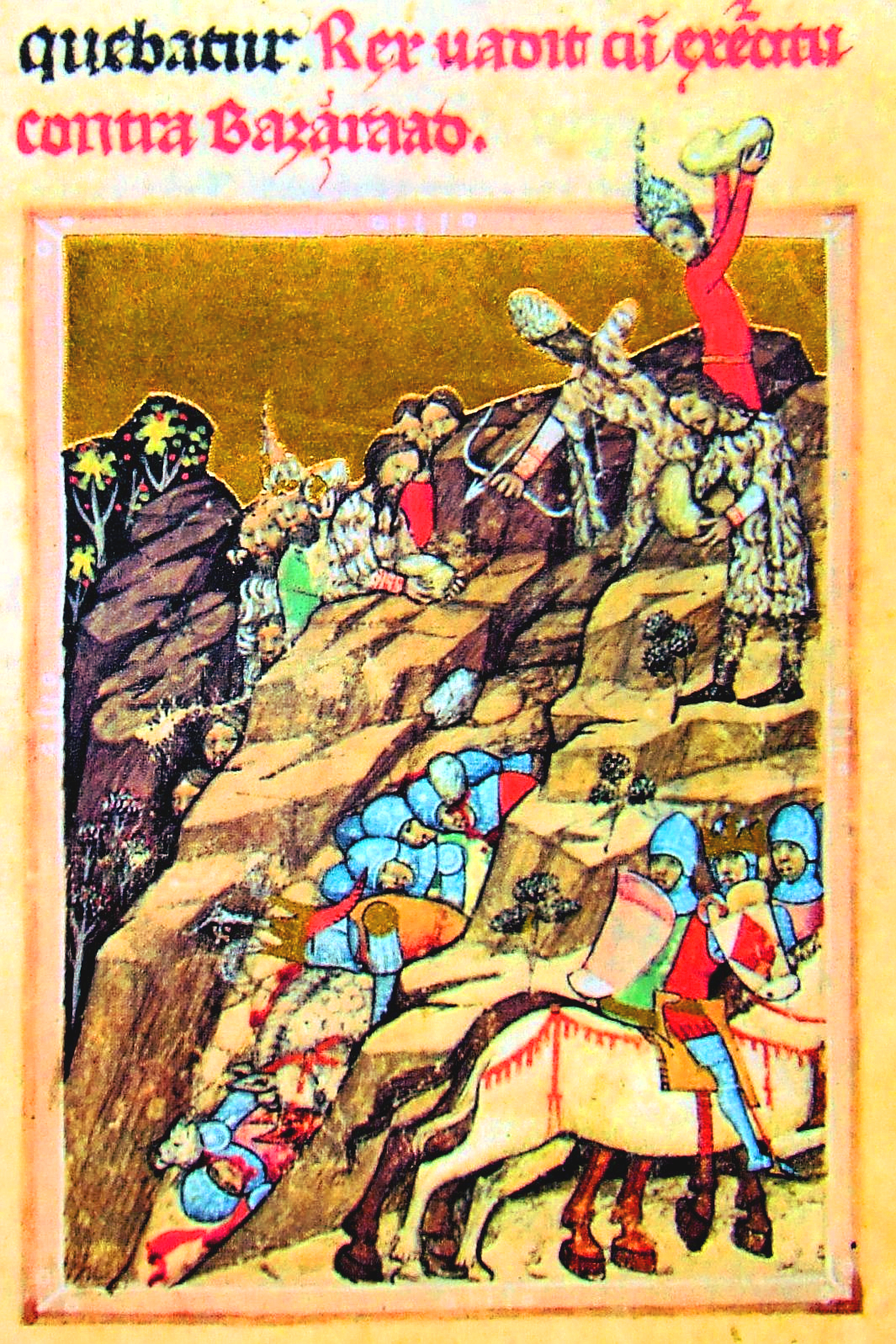
A posadai csata. „A király pedig elcserélte címeres fegyverzetét, amit azután Dezső, Dénes fia öltött magára…” A képen a véres csata jelenete, a holtak között az átöltözött Dezső vitéz Anjou sisakdíszes holtteteme fekszik. Így a havasalföldiek Hédervári Dezsőt hitték a királynak és őt ölték meg

Hédervári Dezső (? – 1330) országbíró, Sopron vármegye főispánja.

## Életpályája
Pontos születési helye és ideje nem ismert. A Hédervári család sarja volt, apja Hédervári Dénes, testvérei II. Miklós és Heidrik.
Hédervári Dezső Károly Róbert híve, és 1322-től 1327-ig Erzsébet királyné országbírája, majd 1326 és 1330 között soproni főispán és világosvári várnagy volt. 1330-ban részt vett Károly Róbert király Bazaráb havasalföldi vajda elleni hadjáratban, ahol, hogy a posadai csatában a király életét megmentse, páncélt cserélt Károly Róberttel, így halt hősi halált.
Hédervári Dezső e nemes cselekedetét a Képes krónikában két miniatúra is megörökítette. Thuróczi János krónikája pedig eképpen emlékezett meg e hősi tettről: „A király pedig elcserélte címeres fegyverzetét Dénes fia Dezsővel, ezt pedig mivel azt hitték róla, hogy ő a király – kegyetlenül legyilkolták. A király kevesed magával tudott megmenekülni, néhány hű emberének védelme alatt.”